# 빅터 아고
빅터 아고(Victor Argo, 1934년 11월 5일 ~ 2004년 4월 7일)는 미국의 배우, 연극 배우, 텔레비전 배우이다.
브루클린에서 태어났으며 뉴욕에서 사망하였다. 사인은 폐암이다.

## 영화
- 악질경찰 (2009년)
- 컨페션 오브 어 데인저러스 마임 (2004년)
- 브리짓 (2002년)
- 애니씽 벗 러브 (2002년)
- 더블 웨미 (2001년)
- 크리스마스 (2001년) - 루이 역
- 퀴니 인 러브 (2001년)
- 돈 세이 워드 (2001년)
- 엔젤 아이즈 (2001년)
- 패스트 푸드 패스트 우먼 (2000년) - 세이모어 역
- 더 야드 (2000년)
- 코요테 어글리 (2000년)
- 커밍 순 (1999년)
- 고스트 독 - 사무라이의 길 (1999년) - 비니 역
- 넥스트 스톱 원더랜드 (1998년)
- 룰루 온 더 브릿지 (1998년)
- 퓨너럴 (1996년)
- 컨디션 레드 (1995년)
- 스모크 2 - 블루 인 더 페이스 (1995년)
- 스모크 (1995년)
- 다저스 몽키 (1994년)
- 하우스홀드 세인트 (1993년)
- 트루 로맨스 (1993년) - 레니 역
- 스네이크 아이 (1993년) - 촬영감독 역
- 배드 캅 (1992년)
- 그림자와 안개 (1992년)
- 최후의 살인 청부 (1992년)
- 패밀리 (1991년)
- 아메리칸 코만도 (1991년)
- 법과 질서 (1990년)
- 킹 뉴욕 (1990년)
- 뉴욕 스토리 (1989년)
- 미궁 속의 알리바이 (1989년)
- 그리스도 최후의 유혹 (1988년)
- 환상의 발라드 (1987년)
- 고릴라 (1986년)
- 특근 (1985년)
- 폴링 인 러브 (1984년) - 빅터 로링스 역
- 마이애미의 두 형사 (1984년)
- 드림 하우스 (1981년)
- 로즈 (1979년)
- 별들의 전쟁(영어판) (1979년)
- 핫 투마로우 (1977년) - 토니 역
- 택시 드라이버 (1976년) - 멜리오 역
- 마지막 승부 (1975년)
- 코작 (1973년)
- 비열한 거리 (1973년) - 마리오 역
- 마피아 혈전 (1973년)
- 딜링 (1972년)
- 바바라 허시의 공황 시대 (1972년)